# الرياضة النسائية السعودية
النِساء في الرياضة السعودية بدأت الرياضة النسائية السعودية عن طريق الرياضة المدرسية في المدارس الخاصة في مدينة جدة في بداية الستينيات الميلادية  وفي عام 2003 بدأت تتأسس فرق رياضية نسائية سعودية في رياضات مختلفة مثل كرة القدم وكرة السلة وكرة الطائرة في مدينة جدة، وفي عام 2006 تأسست أول أكاديمية رياضية نسائية في السعودية.

## العضوية في الاتحادات الرياضية
- في عام 2008 تم تعيين الفارسة السعودية أروى مطبقاني عضواً في الاتحاد السعودي لرياضة الفروسية.[2] ويضم الاتحاد الدولي للسيارات الاتحاد السعودي للسيارات والدراجات النارية في عضويتها السعودية أسيل الحمد، والتي تمثل السعودية في رياضة السيارات للسيدات.
- تعيين هيفاء بنت محمد بن سعود رئيسةً للجنة المرأة بالاتحاد العربي للمبارزة في 2017، كما أصبحت أمينةً عامةً لفورميلا إي هولدنغز في 2018.[3]

## التوزيع الجغرافي للفرق الرياضية النسائية السعودية
يوجد في المملكة العربية السعودية 25 فريقاً رياضياً نسائياً، ومنها في العاصمة الرياض توجد 3 فرق رياضية نسائية في رياضة كرة القدم وفي مدينة جدة غرب السعودية.
يوجد 20 فريقاً رياضياً نسائياً في رياضات مختلفة مثل كرة القدم وكرة السلة وكرة الطائرة وكرة اليد.
وفي محافظات شرق السعودية يوجد فريقان للرياضة النسائية في رياضة كرة السلة وفريق في رياضة كرة الطائرة تابع إلى شركة ارامكو  وقد بدأت بالفعل بعض الأندية الرياضية النسائية السعودية بالحصول على تراخيص من قبل الرئاسة العامة لرعاية الشباب السعودي (وزارة الرياضة حالياً) في السعودية، والتي تقوم بإعطاء تراخيص لبعض الأندية الرياضية النسائية السعودية التي طلبت ذلك رسمياً.

## الدوريات والمنافسات المحلية في الرياضية النسائية السعودية
أشار موقع العربية نت إلى أن «التنظيم النسائي للمنافسات فاق التوقعات»، وأوضح موقع العربية نت أن شركة «جدة يونايتد»، تنظم ما لا يقل عن 12 دورياً في السنة في كرة السلة للجنسين.

## الإعلام الرياضي النسائي السعودي
توجد صحيفة هي الرياضية، وهي أول صحيفة سعودية تختص بالرياضة النسائية، وتوجد بعض السعوديات المذيعات والكاتبات المتخصصات في المجال الرياضي في القنوات والصحف السعودية.

## الحضور في مدرجات الملاعب
في عام 2011 تواجد حضور نسائي في مدرجات حلبة الريم الدولية للسيارات في الرياض  وفي عام 2012 تواجد الحضور النسائي السعودي في مدرجات بطولة آسيا لكرة اليد للرجال 2012 في جدة  وفي عام 2013 تم تخصيص 15% من مدرجات مدينة الملك عبد الله الرياضية في مدينة جدة للعائلات والنساء.

## تمثيل المملكة العربية السعودية في المحافل الدولية
- بدأت الرياضيات السعوديات بتمثيل السعودية في المحافل الدولية في أولمبياد لندن 2012، وضمت البعثة السعودية في الاولمبياد رياضيتين سعوديتين هما: سارة العطار التي تشترك في منافسات ألعاب القوى في مسابقة 800 متر، ووجدان علي سراج في منافسات رياضة الجودو.[11]
- تمكنت السعوديات داليا السميري ومنار مليباري ودينا إسحاق من تمثيل السعودية في أولمبياد جورجيا 2018 كأول منتخب سعودي رسمي يمثل المملكة في مجال لعبة الشطرنج.[12]
- استطاعت لاعبة المنتخب السعودي للتايكوندو دنيا أبوطالب التأهل إلى أولمبياد باريس 2024 حيث تعد أول لاعبة سعودية تنتزع بطاقة التأهل المباشر إلى الأولمبياد.[13][14]
- استطاعت اللاعبتان مريم المريسل وغالية العنزي في مارس 2024 الحصول على المركز الثاني في فئة زوجي السيدات WD5 في بطولة بولندا الدولية لكرة الطاولة البارالمبية.[15]
- حققت اللاعبة هتان السيف إنجازاً بأن تكون أول سعودية تنتصر في نزال دوري المقاتلين المحترفين PFL في بطولة منطقة الشرق الأوسط وشمال إفريقيا، على الصالات الرياضية الخضراء.[16]
- في حدث يعد الأول من نوعه على مستوى الرياضة السعودية شاركت السباحة السعودية مشاعل العايد في أولمبياد باريس 2024، ضمن منافسات سباق 200 متر حرة، لتصبح أول امرأة في تاريخ السباحة السعودية تشارك بدورات الألعاب الأولمبية.[17][18]

## الدوري السعودي للسيدات
انطلق في 4 أكتوبر 2019 أول دوري لكرة القدم النسائية في السعودية، ويُقام في مدينة جدة في فترة تمتد لعشرة أسابيع بمجموع 30 مباراة، ما بين 6 فرق تتنافس بنظام النقاط، وهي: جدة إيغلز وذا ستورم وجدة ويف وكينج يونايتد وذا وايت ليون، وجدة بلاك ستار، ويضم كل فريق 16 لاعبة، ثمانية في الملعب وثمانية في دكة البدلاء.

## التحكيم المحلي والدولي
تعد أسرار الشهري أول حكمة سعودية في رياضة الملاكمة التايلاندية، وأتثبت مهاراتها بقدرتها على نيل الشهادات العالمية والمحلية في رياضة الملاكمة التايلاندية، كما أبرزت قدراتها في هذه اللعبة بعد خضوعها لاختبارات تحكيم متعددة تجاوزت فيها مرحلتي التدريب واللعب لتدخل عالم تحكيم المباريات.كما تعد هبة العويضي أول حكمة سعودية تم اعتمادها الدولي ضمن القائمة الدولية من الاتحاد الدولي لكرة القدم (فيفا) حيث ظهرت حكماً رابعاً في أولى منافسات بطولة «كأس موسم الرياض» التي جمعت الهلال السعودي وإنتر ميامي الأميركي.وتعتبر ريم هزازي أول حكمة سعودية تنال الشارة الدولية الثانية في رياضة رفع الأثقال.

## وصلات خارجية
- إنجازات رياضية نسائية سعودية في 2018
- مستقبل الرياضة النسائية
- الرياضة النسائية.. من كابوس «الممنوع» إلى حلم «المنافسة»